# Wallingford (Seattle)
Wallingford est un quartier de la ville de Seattle, dans l'État de Washington aux États-Unis.
Le nom du quartier vient de John Noble Wallingford Jr. (1833–1913), une personnalité de la ville, arrivé en 1888 à Seattle.